# 吉田美和
吉田 美和（よしだ みわ、1965年〈昭和40年〉5月6日 - ）は、日本のシンガーソングライター、作詞家、作曲家。音楽グループDREAMS COME TRUE（ドリカム）のボーカルで、同グループの楽曲の全ての作詞と数多くの作曲を手がけている。北海道中川郡池田町出身。血液型A型。

## 経歴
- 池田町立池田小学校[2]、同池田中学校卒業。小学校時代はサッカー部に所属していた[3]。中学時代に学校祭でバンドを結成し、自作の曲を発表。北海道帯広柏葉高等学校在学中、西川隆宏と出会う。
- 中村正人と初めて会った時、彼に「うれしはずかし朝帰り」「週に一度の恋人」を地下鉄の中で歌って聴かせたという。その時、中村正人からボーカルとしての高い才能を評価され、バンド結成を持ちかけられたという。その後、小泉今日子や中山美穂のバックボーカルや、中村正人と共にとんねるずなどのバックバンドに参加しながら、1988年1月にドリカムの前身と言える「CHA-CHA & AUDREY's PROJECT」（チャチャ・アンド・オードリーズ・プロジェクト）を結成し、ライブ活動を行う。
- 1995年（平成7年）
  - 7月24日：吉田美和と浦嶋りんこによる「FUNK THE PEANUTS」デビュー。シングル『恋の罠しかけましょ～FUNK THE PEANUTSのテーマ～』リリース。
  - 12月18日：ソロデビュー。アルバム『beauty and* harmony』リリース。アルバムの題名は名前の「美」と「和」を英訳したところから名づけられた。ニューヨーク・LAで活躍するマイケル・ブレッカーやデイヴィッド・T・ウォーカー、 ラルフ・マクドナルド、チャック・レイニー、ハービー・メイソン、グレッグ・アダムス（英語版）らのトップミュージシャン達と共演を果たし、マリーナ・ショウのアルバム「フー・イズ・ディス・ビッチ・エニウェイ」とほぼ同じバックが固める。レコーディング時とほぼ同一メンバーと共に全国ツアーを行った。
- 1996年（平成8年）
  - FUNK THE PEANUTS、2ndシングル『太陽にくちづけを！～あたしたち真夏のFUN・P～ / ドライヴ ドライヴ ウレシイナ！』リリース。「太陽にくちづけを！」はFUNK THE PEANUTSが出演したサントリースーパーホップスCMソング、「ドライヴ ドライヴ ウレシイナ！」はトヨタイプサムCMソングに起用
  - 10月14日：米国誌「TIME」の表紙を飾る。
  - 11月4日：ソロライヴVHS/VIDEO『miwa yoshida concert tour beauty and* harmony』発売。
- 1997年（平成9年）
  - 1月22日：FUNK THE PEANUTS、3drシングル『ハイッ！ハイッ！ハイッ！ハイッ！ / 雪よ！大地よ！ファンピーよ！！」』リリース。「ハイッ！ハイッ！ハイッ！ハイッ！」がサントリースーパーホップス、「雪よ！大地よ！ファンピーよ！！」がトヨタイプサムCMソングに起用される。
  - 5月21日：FUNK THE PEANUTS、VIDEO『ハイッ！ハイッ！ハイッ！ハイッ！』発売。
- 1999年（平成11年）
  - 11月26日：FUNK THE PEANUTS、4thシングル『you go girl!』リリース。
- 2000年（平成12年）
  - 11月8日：アルバム『3VIEWS/3Views Producers』リリース。（村上秀一率いるPONTA BOX とSOLID BRASS のコラボレーション盤に参加）。
  - 11月22日：アルバム『Wishing A Special Christmas To You』に参加。
- 2001年（平成13年）
  - 12月8日：映画「アトランティス / 失われた帝国」日本語吹き替え版で、“オードリー”の声を担当。
- 2003年（平成15年）
  - 5月6日：1stシングル『涙の万華鏡 -m.yo mix-』2ndアルバム『beauty and harmony 2（デジパック盤）』同時発売。
  - 11月19日：ライヴDVD『miwa yoshida concert tour beauty and* harmony』発売。
- 2004年（平成16年）
  - 9月1日：ロッテ「Ghana」CMに出演。
  - 12月：映画『アマレット』を自主制作し、中村正人とともに初の原案・主演を果たす。
- 2005年（平成17年）
  - 5月31日：「吉田美和が欲しいもの」を実現するブランド『what mee mee wants』オープン。
  - 9月1日：ロッテ「ガーナミルクチョコレート」CMに出演。
  - 10月2日：吉田の故郷北海道中川郡池田町に「DCTgarden IKEDA」オープン。

- 2006年（平成18年）
  - 8月：有楽町西武のシンボルキャラクターに起用[4]。

- 2008年（平成20年）
  - 1月：10年振りに改訂された広辞苑 第六版の広告媒体に著名人8人の1人として起用される。キャンペーン統一テーマは「ことばには、意味がある。」で、吉田を象徴する言葉として「愛」とともに登場した[5]。
  - 10月13日：吉田の出身地である北海道池田町から、同町初の町民特別栄誉賞を受賞。
  - 11月2日：明治乳業 「明治北海道十勝チーズ」CM出演。
- 2009年（平成21年）
  - 11月18日：2ndアルバム『beauty and harmony 2』リリース。
- 2012年（平成24年）
  - 3月8日：FUZZY CONTROLの鎌田樹音と入籍[6][注釈 2]。
- 2017年（平成29年）
  - 7月10日：「ENEOS Tokyo 2020」TV CM出演。
- 2019年（平成31年・令和元年）
  - 2月1日：「ENEOSエネルギーソングライブ編」CM出演。
  - 7月7日：FUNK THE PEANUTS、5thシングル『SPOIL！』リリース。
- 2020年（令和2年）
  - 7月7日：ライヴDVD『DREAMS COME TRUE DCT-TV special WINTER FANTASIA 2009 DCTgarden “THE LIVE!!!” x miwa yoshida “とつぜんのちっちゃい” tour of beauty & harmony 2』発売。
- 2021年（令和3年）
  - 5月17日：伊藤園「お～いお茶」WEB CM出演。
- 2022年（令和4年）
  - 1月17日：北海道池田町がワイン醸造用ブドウとして開発し、吉田美和が命名した 「未来（ミライ）」「銀河（ギンガ）」の2品種が、農林水産省に登録。[9]

## 人物
- 作曲家としても数多くの曲を作っているが、楽譜が読めないことを公言している。そのため、作曲の際には吉田が書いた独特のメモを元に中村が採譜している。楽器の演奏も不得手だがオカリナは得意としており、『琥珀の月』（『DELICIOUS』に収録）では吉田のオカリナ演奏が収録されているほか、ライブにおいてはしばしば、ピアノ・ティンパニー・パーカッションなどの演奏も披露されている。
- FUNK THE PEANUTS・アンドレ中村とオホーツクボーイズといったドリカムの変名ユニットでの活動時や、他のアーティストへ歌詞を提供する際には「観音崎すみれ」のペンネームを使用することがある（「アマレット」における彼女の役名でもある）。また、アンドレ中村とオホーツクボーイズでは「岡リーナ」の変名を使用していた（前述の通りオカリナが得意であることにちなんだもの）。
- 「降らせ物」（上から大量に物が降ってくるもの）が苦手で、大量に物が降ってくるとすぐに泣いてしまう。『うれしたのし大好き』（フジテレビ系）に出演していた当時はその性質を番組ディレクターの清水淳司に見抜かれ、番組では吉田を泣かせるために要所で風船などを降らせる演出が使われていた[10]。

## ディスコグラフィ
「DREAMS COME TRUE」公式サイトを参照

### シングル
1. 2003年5月6日：涙の万華鏡 -m.yo mix-
  - 涙の万華鏡 -m.yo mix-／あなたのかわいい人 -radio mix-（J-WAVE「LIVING IN TOKYO〜夢と冒険の世界へ〜」キャンペーンソング）

### アルバム
1. 1995年12月18日：beauty and harmony
  - beauty and harmony／つめたくしないで／泣きたい／バイバイ／パレードは行ってしまった／A HAPPY GIRLIE LIFE／DARLIN'／冷えたくちびる／奪取／生涯の恋人／beauty and harmony〜reprise
2. 2003年5月6日：beauty and harmony 2
  - theme of beauty and harmony 2／涙の万華鏡／どうしてこんなに／お願いします／夢の続き／あなたのかわいい人／the lessons／おとなじゃん！／告白／theme of beauty and harmony 2 for strings

### 映像
1. 1996年（VHS）11月4日：miwa yoshida concert tour beauty and* harmony
2. 2003年（DVD）11月19日：miwa yoshida concert tour beauty and* harmony
3. 2020年7月7日：DREAMS COME TRUE DCT-TV special WINTER FANTASIA 2009 DCTgarden “THE LIVE!!!” x miwa yoshida “とつぜんのちっちゃい” tour of beauty & harmony 2

### ミュージックビデオ
1. つめたくしないで
2. 泣きたい
3. パレードは行ってしまった
4. 涙の万華鏡

## 参加作品
- ドリカム（及びFUNK THE PEANUTS・アンドレ中村とオホーツクボーイズ）、ソロ活動以外にも、ボーカリストとしていくつかの作品に参加している。

1. 3 VIEWS（3 VIEWS、2000年）- ドラマーの村上"ポンタ"秀一を中心としたユニットのアルバム。メドレーでボーカルを担当。
2. Wishing A Special Christmas To You（Full Of Harmony、2000年）

- 映画「アトランティス / 失われた帝国」日本語吹き替え版で、“オードリー”の声を担当。（2001年）[12]

## 出演

### ラジオ番組
- 今夜もフリー&フリー 吉田美和のWhat's Up?（文化放送、1989年10月 - 1990年3月）- 『今夜もBREAK OUT ラジオバカナリヤ』枠で放送。

### CM
- 資生堂「レシェンテ」（1993年）
- ロッテ「ガーナミルクチョコレート」（2004年・2005年）
- 明治乳業 「明治北海道十勝チーズ」（2008年）
- ファンケル（2012年）[13]
- ＥＮＥＯＳ Tokyo 2020（2017年）
- 伊藤園「お～いお茶」（2021年）[14]

## プロデュース
- what mee mee wants - 吉田美和が”自分がほしいもの”をテーマにプロデュースするブランド[15]
  - オリジナル香水[16]